# Angioplàstia coronària percutània
L'angioplàstia coronària percutània (ACP) o angioplàstia coronària transluminal percutània (ACTP) és un procediment no quirúrgic utilitzat per tractar les artèries coronàries que es troben amb un pas estret en una coronariopatia. El procediment consisteix en combinar l'angioplàstia coronària amb la stenting, que és la inserció d'un tub de malla permanent de filferro (l'stent), malla que pot alliberar fàrmacs o només estar compost per metall nu.
Després d'accedir al flux sanguini a través de l'artèria femoral o radial, el procediment utilitza l'angiografia coronària per visualitzar els vasos sanguinis en la radiografia. Després d'això, un cardiòleg intervencionista pot realitzar l'angioplàstia coronària, utilitzant un catèter de baló en el qual un globus desinflat es col·loca a nivell de l'obstrucció de l'artèria i s'infla per alleujar l'estenosi; es poden desplegar certs dispositius com ara stents per mantenir el vas sanguini obert. També es poden realitzar diversos procediments.
L'ACTP primària és l'ús urgent de l'ACTP en persones amb atac cardíac agut, especialment quan hi ha evidències de dany cardíac a l'electrocardiograma. L'ACTP també s'utilitza en persones després d'altres formes d'infart de miocardi o angina inestable on hi ha un gran risc d'empitjorar. Finalment, es pot utilitzar l'ACTP en persones amb angina estable, especialment si els símptomes són difícils de controlar amb la medicació. L'ACTP és una alternativa a la derivació d'artèria coronària, que evita les artèries estenòtiques mitjançant l'empelt de vasos d'altres parts del cos. En certes circumstàncies (estenosis extenses, antecedents de diabetis), la derivació coronària pot ser superior.
L'ACTP va ser introduïda per primera vegada el 1977 per Andreas Gruentzig a Suïssa.